# Pete (court métrage)
Pour les articles homonymes, voir Pete.
Pour plus de détails, voir Fiche technique et Distribution.
Pete est un film d'animation de court métrage américain réalisé par Bret Parker, sorti en 2023.

## Fiche technique
- Titre original : Pete
- Réalisation : Bret Parker
- Scénario : Bret Parker et Pete Barma
- Animation : Dovi Anderson et Evan Bonifacio
- Musique : Jake Monaco
- Son : Justin Pearson
- Production : Pete Barma, Katrina Barma et Jake Kaplan
- Montage : Anna Wolitzky, Dana Nyberg, Paloma Rodriguez et Michelle Sahlin
- Sociétés de production : Artfarm Productions
- Sociétés de distribution :
- Pays d'origine :  États-Unis
- Langue originale : anglais
- Format : couleur
- Genre : animation
- Durée : 7 minutes
- Dates de sortie :
  - France : 12 juin 2023 (Annecy)

## Distribution
- Pete Barma
- Denise Barma
- Kemma Filby
- Ozi
- Ted Evans
- Vilija Marshall

## Distinctions
- Festival international du film d'animation d'Annecy 2023 : Prix du jury junior Canal+ pour un court métrage.